# أرونا إيراني
أرونا إيراني (بالهندية: अरुणा ईरानी؛ بالإنجليزية: Aruna Irani) هي مخرجة وممثلة هندية، ولدت في 3 مايو 1952 في مومباي في الهند. من الجوائز التي نالتها جائزة فيلم فير لأفضل ممثلة في دور ثانوي سنة 1985 وجائزة فيلم فير لأفضل ممثلة في دور ثانوي سنة 1993 وجائزة فيلم فير لتكريم إنجازات الفنانين سنة 2012.

## أعمال

### أفلام
- (1973) بوبي
- (1994) لادلا

## جوائز
- جائزة فيلم فير لأفضل ممثلة في دور ثانوي (1985)
- جائزة فيلم فير لأفضل ممثلة في دور ثانوي (1993)
- جائزة فيلم فير لتكريم إنجازات الفنانين (2012)

## وصلات خارجية
- أرونا إيراني على موقع IMDb (الإنجليزية)
- أرونا إيراني على موقع ألو سيني (الفرنسية)
- أرونا إيراني على موقع أول موفي (الإنجليزية)
- أرونا إيراني على موقع ديسكوغز (الإنجليزية)
- أرونا إيراني على موقع قاعدة بيانات الفيلم (الإنجليزية)
- أرونا إيراني على موقع كينوبويسك (الروسية)